# F.A. Brockhaus

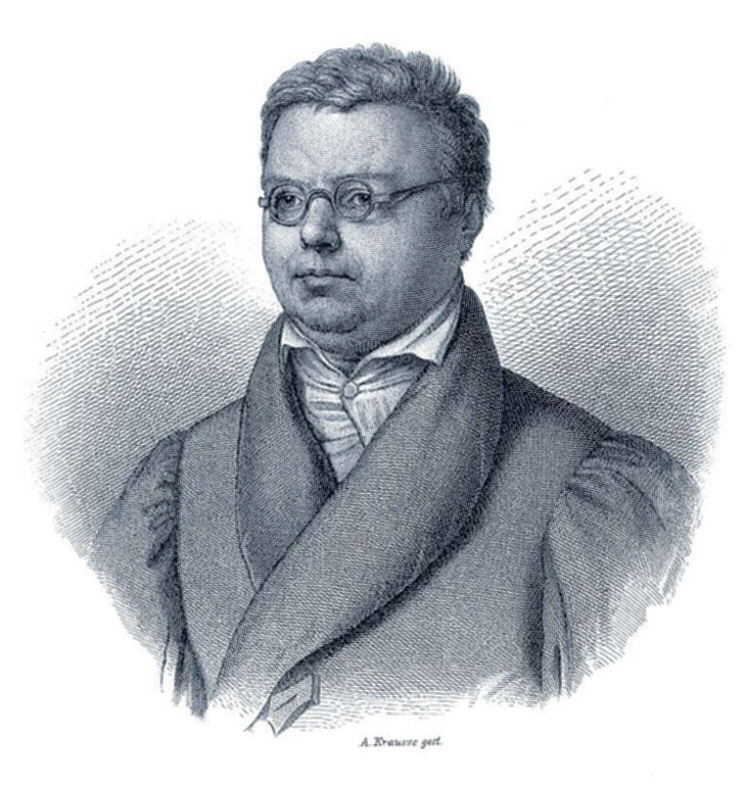
Friedrich Arnold Brockhaus

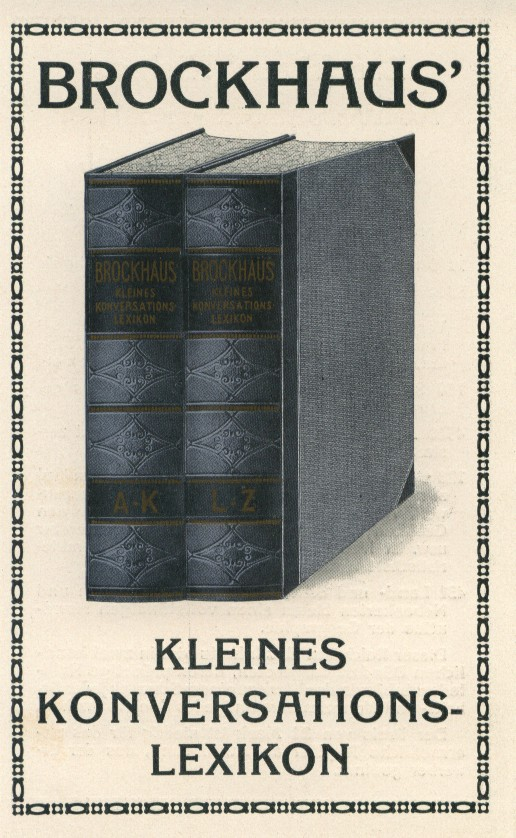
Reclame voor "Brockhaus' Kleines Konversations-Lexikon" (1911)

F.A. Brockhaus is een Duitse uitgeverij. Brockhaus werd in 1805 te Amsterdam gesticht door de uit Westfalen afkomstige Friedrich Arnold Brockhaus (1772-1823), in 1811 naar Altenburg in het Duitse Saksen en in 1818 naar boekhandelsstad Leipzig verplaatst.
De belangrijkste onderneming van deze firma was van meet af aan de encyclopedie, waarvan Brockhaus in 1808 op de Leipziger Messe de rechten had verworven. Dit in 1796 door Löbel en Franke begonnen werk, dat de titel "Conversations-Lexikon" droeg, was bij vijf delen blijven steken en gevorderd tot de letter S; Brockhaus completeerde het met een zesde en laatste deel (1808) en voegde er nog twee supplementen (1809-10) aan toe. Reeds in 1812 begon hij aan een nieuwe druk van zijn "Conversations-Lexikon", die hij grotendeels zelf redigeerde en die 10 delen en twee supplementen telde en in 1820 was voltooid. Dit werk werd zo'n succes, dat herdruk op herdruk volgde; in 1829 waren al zeven edities verschenen. De naam "Konversations-Lexikon" was in Duitsland een begrip geworden. Pas een eeuw later werd deze titel losgelaten: de 15e druk (1928-35, 20 delen) verscheen als "Der Grosse Brockhaus". Tussen 1890 en 1906 werd in samenwerking met een uitgeverij in Sint-Petersburg het Russische Brockhaus en Efron Encyclopedisch Woordenboek uitgegeven.
Er kwamen ook kleine edities van de grote encyclopedie: soms in twee delen ("Brockhaus' Kleines Konversations-Lexikon", 5e druk 1906), soms in vier ("Der Neue Brockhaus", 1936-38) of in een enkel deel ("Der Volks-Brockhaus", 1931) of gewijd aan een apart onderwerp ("Der Sprach-Brockhaus", 1935). Maar niet alleen met naslagwerken werd een reputatie opgebouwd; ook Brockhaus' reisverslagen, zoals die van de Zweed Sven Hedin, waren populair. 
Het gebouwencomplex van de firma in Leipzig werd tijdens de Tweede Wereldoorlog vrijwel geheel verwoest; de firma zelf in 1953 door de DDR onteigend en in een "Volkseigener Betrieb" omgezet. Omdat deze ontwikkeling was voorzien, had de uitgeverij reeds in 1945 Wiesbaden in West-Duitsland als tweede vestigingsplaats gekozen en begon daar onder de naam van de jongste telg van de familie, Eberhard Brockhaus, met haar werkzaamheden; na de onteigening in Leipzig noemde het bedrijf in Wiesbaden zich weer F.A. Brockhaus.
In 1984 fuseerde F.A. Brockhaus met zijn grootste concurrent op het gebied van naslagwerken, Bibliographisches Institut AG in Mannheim tot "Bibliographisches Institut & F.A. Brockhaus AG". De grote encyclopedie van dit concern bleef onder de naam "Brockhaus" verschijnen: de 20e editie, getiteld "Brockhaus. Die Enzyklopädie", 24 delen tellend, zag tussen 1996 en 1999 het licht. De 21e editie, als laatste op papier, verscheen in 2006 in 30 delen.
Na de Duitse hereniging herkreeg F.A. Brockhaus zijn in Leipzig onteigende bezittingen.